# 大洲ゴルフ倶楽部
大洲ゴルフ倶楽部（おおずゴルフくらぶ）は、愛媛県大洲市にあるゴルフ場である。村上工業の関連会社である大洲観光株式会社が運営する。

## 概要
村上清吉は愛媛県立大洲中学校を卒業し、家業の村上木材を継ぎ、建設業の村上工業株式会社を創設した。1966年（昭和41年）、村上は新たなゴルフ場の建設に向けて動き出し、ゴルフ場用地は自社所有の山林に18ホールのゴルフ場を造る計画とした。
1966年（昭和41年）、コースの設計は佐藤儀一に依頼、造成工事が着工された。同年12月25日、インコース9ホールが完成し、開場された。しかし、佐藤は翌年の1967年（昭和42年）7月2日、コースの造成工事中に急逝した、残された工事は安達建設が受け継いで工事が行われた。その後、1969年（昭和44年）7月3日、増設のアウトコース9ホールが完成し、18ホールのゴルフ場が出来上がった。
佐藤儀一の遺作となったゴルフ場である。
大洲ゴルフ倶楽部は、愛媛県のゴルフ場の歴史では4番目の古いゴルフ場で、国道56号を挟んで東にアウトコース、西にインコースがレイアウトされている山岳コースである。コースの特徴としては、地形を生かした起伏があり、500ヤード台のロングホールは1ホールのみで、全体的に距離が短く、フェアウェイが狭い。ラウンドでは、出入りの多いゴルフになりやすいので、飛距離は不要、方向重視のボールコントロールが好スコアにつながる。

## 所在地
〒795-0006 愛媛県大洲市野佐来

## コース情報
- 開場日 - 1966年12月25日
- 設計者 - 佐藤 儀一
- 面積 - 680,000m2（約万坪）
- コースタイプ - 山岳コース
- コース - 18ホールズ、パー72、6,400ヤード、コースレート70.2
- フェアウェー - コウライ
- ラフ - ノシバ
- グリーン - 1グリーン、コウライ
- ラウンドスタイル - キャディ・セルフ選択可、月曜から金曜まではセルフ営業、乗用カート使用、1組4人が原則、状況によりツーサムも可
- 練習場 - 無し
- 休場日 - 年中無休[3][4]

## クラブ情報
- ハウス面積 - 1,100m2（坪）
- ハウス設計 - 池内建築事務所
- ハウス施工 - 村上工業[3][4]

## ギャラリー
- コース - 「大洲ゴルフ倶楽部」、コース、2021年7月閲覧
- ハウス - http://www.oozugolf.jp/annai/index.html[「大洲ゴルフ倶楽部」、利用案内、2021年7月閲覧]

## 交通アクセス
- 鉄道 - JR予讃線 - 伊予大洲駅よりタクシー利用、約10分[5]
- 道路 -  松山自動車道 - 大洲北只ICより3km、約3分[5]

## エピソード
- 愛媛県南部の南伊予の大洲の名は、連続テレビ小説『おはなはん』で脚光を浴びるまで、ほとんど知られていなかった[6]。

## 関連文献
- 『ゴルフ場ガイド 西版』、2006-2007、「大洲ゴルフ倶楽部」、東京 ゴルフダイジェスト社、2006年5月、2021年7月閲覧
- 『美しい日本のゴルフコース BEAUTIFUL GOLF CULTURE IN JAPAN 日本のゴルフ110年記念 ゴルフは日本の新しい伝統文化である』、ゴルフダイジェスト社「美しい日本のゴルフコース」編纂委員会編、「大洲生まれの村上清吉は「自由に、気楽にゴルフを」と所有の山林にゴルフ場建設を決意」、東京 ゴルフダイジェスト社、2013年12月、2021年7月閲覧